# 美北长老会差会
美北长老会差会（American Presbyterian Mission (North)，PN) 是美北长老会的海外传教机构。1831年在匹兹堡成立差会。1838年，第一位传教士抵达新加坡。1959年南北长老会再度合并。

## 在中国
1844年6月21日，美北长老会派遣麦嘉缔（D.B. McCartee）博士抵达中国浙江省宁波。1890年，美北长老会在华總共有48名傳教士，18名女助手，23名中國牧師，8名本地助手，近4千名聖餐者。
1919年，美北长老会的在华传教士有502人，仅次于中国内地会；传教站36个，次于中国内地会和英国圣公会。
1919年美北长老会传教士在各省分布情况如下：
1. 山东135人
2. 广东104人
3. 江苏75人
4. 直隶70人
5. 湖南58人
6. 浙江37人
7. 安徽21人
8. 云南2人

其中广州一座城市集中了53名美北长老会传教士，居各传教站之首。
1919年美北长老会受餐信徒在各省分布情况如下：
1. 山东14789人
2. 广东13559人
3. 浙江3073人
4. 江苏2784人
5. 湖南2049人
6. 直隶1894人
7. 安徽508人

### 华中教区（CENTRAL CHINA MISSION）
华中教区是美北长老会首先进入的地区，负责在长江三角洲一带的吴语区进行传教。
- 传教站:自1844年麦嘉缔博士宁波后，上海(1850-1950)，杭州(1859)，苏州(1872)，余姚（1918）也陆续被开辟。
- 堂会：宁波府前街大教堂、槐树路会堂；杭州思澄堂、鼓楼堂；
  - 清心堂（上海大南门）
  - 鸿德堂（上海沪北越界筑路窦乐安路）
  - 闸北堂（上海闸北宝通路）
  - 金阊堂会（苏州上津桥救恩堂）
  - 木渎堂会
  - 光福堂会
- 学校：杭州之江大学；上海清心中学、清心女中；苏州萃英中学
- 医院：苏州更生医院，余姚惠爱医院
- 上海美华书馆：是一个重要的出版印刷机构。

### 华南教区 SOUTH CHINA MISSION
华南教区是美北长老会第二个进入的地区，负责在广东省中部和西南部地区进行传教。
- 传教站:广州(1845)、 连州(1890)、阳江(1892)、高州。
- 教堂：
  - 广州仁济堂、
  - 逢源堂、
  - 中华堂、
  - 芳村平民堂、
  - 白鹤洞堂、
  - 黄沙堂；
- 学校：广州私立岭南大学、私立夏葛医学院、白鹤洞真光女中、培英中学
- 医院：广州博济医院、柔济医院、阳江化民博济医院、连州惠爱医院

### 山东教区（SHANTUNG MISSION）
山东教区是美北长老会第三个进入的地区，传教范围包括几乎全部山东省。1890年约有3000信徒。
- 传教站: 美北长老会山东差会首先进入登州(蓬莱，1861)，随后进入新开辟的通商口岸烟台(1862)，1874年进入省会济南，1883年在中部的潍县建立起重要的传教中心，1890年以后主要向山东南部扩展，先后进入沂州（临沂，1890）、济宁（1892）、峄县（枣庄市峄城区，1905）、滕县(1913)，此外，在1898年进入德国租借地青岛。
- 教堂：
  - 潍县乐道院教堂；
  - 烟台毓璜顶教堂；
  - 济南东关教堂；
  - 滕县北关教堂
- 学校：济南齐鲁大学；烟台毓璜顶益文商专；青岛崇德中学；滕县华北弘道院
- 医院：潍县教会医院，烟台毓璜顶医院，济宁德门医院，沂州教会医院，峄县瑞门德男女医院，滕县华北医院，

### 华北教区（NORTH CHINA MISSION）
- 传教站:北京(1863)，保定(1893)，邢台（1903）。
- 教堂：北京交道口教堂
- 学校：北京交道口
- 医院：北京交道口道济医院（今第六医院），保定思罗医院，邢台福音医院

### 江安教区（KIANGNAN MISSION）
江安教区负责在江苏、安徽2省的官话区传教，先在南京落脚，以后主要在安徽省北部的淮河两岸传播，发展到1万多人的规模。
- 传教站:南京(1874)；怀远(1901)，宿州(1913)，寿州(1921) 。
- 堂会：
  - 南京堂会（南京四根杆子莫愁路汉中堂）
  - 沛恩堂（南京户部街）
  - 双塘堂会
  - 颜料坊堂会
  - 半边营堂会
  - 府东支堂
  - 红纸廊支堂
  - 铜井堂会
  - 天王寺支堂
  - 淳化支堂
  - 慈湖支堂
  - 溧阳堂会
  - 溧水堂会
  - 下坝支堂（高淳）
  - 句容支堂
- 学校：南京金陵大学；莫愁路明德女中，怀远淮西中学，
- 医院：怀远民望医院，民康女医院，宿州民爱医院，寿县春华医院。

### 海南教区（HAINAN MISSION）
- 传教站:琼州－海口(1885)，嘉积(琼海，1900)，那大(儋州，1886).
- 教堂：
- 医院：海口福音医院（今海南省人民医院），嘉积基督医院，那大福音医院，

### 湖南教区（HUNAN MISSION）
- 传教站:常德(1898)，郴州(1903)，衡州(1902);湘潭(1900)，长沙(1912)，
- 教堂：
  - 长沙北门永仁堂
- 医院：衡阳仁济医院，郴州惠爱医院，湘潭惠景医院，桃源问津医院，常德广德医院

### 云南教区（YUNNAN MISSION）
- 传教站:九龙江(1917-1933), 元江(1924-1933)

- 1925年26个传教站加入中华基督教会；山东有5个传教站仍留在中华长老会。但在上海共有一个财务机构（司库）。

## 著名人物
- 哈巴（Happer, Andrew Patton）
- 麦嘉缔（McCartee, Divie Bethune）
- 倪维思
- 狄考文
- 郭显德
- 娄理华
- 费启鸿
- 嘉约翰